# Tour de France 2019
Il Tour de France 2019, centoseiesima edizione della Grande Boucle e valido come ventisettesima prova dell'UCI World Tour 2019, si svolse in ventuno tappe dal 6 al 28 luglio 2019 su un percorso di 3 365,8 km, con partenza dalla capitale belga Bruxelles e con il consueto arrivo sugli Champs-Élysées di Parigi. La vittoria fu appannaggio del colombiano Egan Bernal, primo colombiano ad aggiudicarsi la corsa a tappe francese, il quale completò il percorso in 82h57'00", precedendo il britannico Geraint Thomas e l'olandese Steven Kruijswijk.
Sul traguardo degli Champs-Élysées di Parigi 155 ciclisti, su 176 partiti da Bruxelles, portarono a termine la competizione.
In Italia l'evento è stato trasmesso in tv su Rai Sport, Rai 2 ed Eurosport e in radio su Rai Radio 1.

## Tappe
| Tappa  | Data      | Percorso                                  | km      | Vincitore di tappa | Leader cl. generale |
| ------ | --------- | ----------------------------------------- | ------- | ------------------ | ------------------- |
| 1ª     | 6 luglio  | Bruxelles > Bruxelles                     | 194,5   | Mike Teunissen     | Mike Teunissen      |
| 2ª     | 7 luglio  | Bruxelles > Bruxelles (cron. a squadre)   | 27,6    | Team Jumbo-Visma   | Mike Teunissen      |
| 3ª     | 8 luglio  | Binche > Épernay                          | 215     | Julian Alaphilippe | Julian Alaphilippe  |
| 4ª     | 9 luglio  | Reims > Nancy                             | 213,5   | Elia Viviani       | Julian Alaphilippe  |
| 5ª     | 10 luglio | Saint-Dié-des-Vosges > Colmar             | 175,5   | Peter Sagan        | Julian Alaphilippe  |
| 6ª     | 11 luglio | Mulhouse > La Planche des Belles Filles   | 160,5   | Dylan Teuns        | Giulio Ciccone      |
| 7ª     | 12 luglio | Belfort > Chalon-sur-Saône                | 230     | Dylan Groenewegen  | Giulio Ciccone      |
| 8ª     | 13 luglio | Mâcon > Saint-Étienne                     | 200     | Thomas De Gendt    | Julian Alaphilippe  |
| 9ª     | 14 luglio | Saint-Étienne > Brioude                   | 170,5   | Daryl Impey        | Julian Alaphilippe  |
| 10ª    | 15 luglio | Saint-Flour > Albi                        | 217,5   | Wout Van Aert      | Julian Alaphilippe  |
|        | 16 luglio | giorno di riposo                          |         |                    |                     |
| 11ª    | 17 luglio | Albi > Tolosa                             | 167     | Caleb Ewan         | Julian Alaphilippe  |
| 12ª    | 18 luglio | Tolosa > Bagnères-de-Bigorre              | 209,5   | Simon Yates        | Julian Alaphilippe  |
| 13ª    | 19 luglio | Pau > Pau (cron. individuale)             | 27,2    | Julian Alaphilippe | Julian Alaphilippe  |
| 14ª    | 20 luglio | Tarbes > Col du Tourmalet                 | 111     | Thibaut Pinot      | Julian Alaphilippe  |
| 15ª    | 21 luglio | Limoux > Foix Prat d'Albis                | 185     | Simon Yates        | Julian Alaphilippe  |
|        | 22 luglio | giorno di riposo                          |         |                    |                     |
| 16ª    | 23 luglio | Nîmes > Nîmes                             | 177     | Caleb Ewan         | Julian Alaphilippe  |
| 17ª    | 24 luglio | Pont du Gard > Gap                        | 200     | Matteo Trentin     | Julian Alaphilippe  |
| 18ª    | 25 luglio | Embrun > Valloire                         | 208     | Nairo Quintana     | Julian Alaphilippe  |
| 19ª    | 26 luglio | Saint-Jean-de-Maurienne > Col de l'Iseran | 89      | non assegnato      | Egan Bernal         |
| 20ª    | 27 luglio | Albertville > Val Thorens                 | 59,5    | Vincenzo Nibali    | Egan Bernal         |
| 21ª    | 28 luglio | Rambouillet > Parigi (Champs-Élysées)     | 128     | Caleb Ewan         | Egan Bernal         |
| Totale | Totale    | Totale                                    | 3 365,8 |                    |                     |

## Squadre e corridori partecipanti
Al Tour de France partecipano 22 squadre composte da 8 corridori, per un totale di 176 al via. Alle 18 squadre con licenza World Tour, partecipanti di diritto, se ne aggiungono 4 Professional Continental invitate dall'organizzazione: Cofidis, Solutions Crédits, Total Direct Énergie, Wanty-Gobert Cycling Team e Team Arkéa-Samsic.
| N.      | Cod. | Squadra               |
| ------- | ---- | --------------------- |
| 1-8     | INS  | Team Ineos            |
| 11-18   | BOH  | Bora-Hansgrohe        |
| 21-28   | DQT  | Deceuninck-Quick-Step |
| 31-38   | ALM  | AG2R La Mondiale      |
| 41-48   | TBM  | Bahrain-Merida        |
| 51-58   | GFC  | Groupama-FDJ          |
| 61-68   | MOV  | Movistar Team         |
| 71-78   | AST  | Astana Pro Team       |
| 81-88   | TJV  | Team Jumbo-Visma      |
| 91-98   | EF1  | EF Education First    |
| 101-108 | MTS  | Mitchelton-Scott      |

| N.      | Cod. | Squadra                    |
| ------- | ---- | -------------------------- |
| 111-118 | CCC  | CCC Team                   |
| 121-128 | UAD  | UAE Team Emirates          |
| 131-138 | TFS  | Trek-Segafredo             |
| 141-148 | SUN  | Team Sunweb                |
| 151-158 | COF  | Cofidis, Solutions Crédits |
| 161-168 | LTS  | Lotto Soudal               |
| 171-178 | TDE  | Total Direct Énergie       |
| 181-188 | TKA  | Team Katusha Alpecin       |
| 191-198 | WGG  | Wanty-Gobert Cycling Team  |
| 201-208 | TDD  | Team Dimension Data        |
| 211-218 | PCB  | Team Arkéa-Samsic          |

## Dettagli delle tappe

### 1ª tappa
- 6 luglio: Bruxelles > Bruxelles – 194,5 km

Risultati
| Pos. | Corridore      | Squadra | Tempo    |
| ---- | -------------- | ------- | -------- |
| 1    | Mike Teunissen | Jumbo   | 4h22'47" |
| 2    | Peter Sagan    | Bora    | s.t.     |
| 3    | Caleb Ewan     | Lotto   | s.t.     |

| Pos. | Corridore      | Squadra | Tempo    |
| ---- | -------------- | ------- | -------- |
| 1    | Mike Teunissen | Jumbo   | 4h22'37" |
| 2    | Peter Sagan    | Bora    | a 4"     |
| 3    | Caleb Ewan     | Lotto   | a 6"     |

Descrizione e riassunto
Tappa di 194,5 km per velocisti, con un GPM di 3ª categoria (il Muro di Grammont) e uno di 4ª categoria. Va via una fuga che comprende anche Greg Van Avermaet, il quale si aggiudica la prima maglia a pois di questo Tour. A sorpresa vince Mike Teunissen, battendo al fotofinish Peter Sagan, in un rettilineo che saliva leggermente. Da segnalare a 1,5 km dal traguardo la caduta di Dylan Groenewegen, compagno di squadra del vincitore della tappa, che si aggiudica anche la prima maglia gialla di questo Tour. Nessun distacco tra i big, nonostante la caduta di Jakob Fuglsang a 18 km dal traguardo.

### 2ª tappa
- 7 luglio: Bruxelles > Bruxelles – Cronometro a squadre – 27,6 km

Risultati
| Pos. | Squadra               | Tempo  |
| ---- | --------------------- | ------ |
| 1    | Team Jumbo-Visma      | 28'57" |
| 2    | Team Ineos            | a 20"  |
| 3    | Deceuninck-Quick-Step | a 21"  |

| Pos. | Corridore         | Squadra | Tempo    |
| ---- | ----------------- | ------- | -------- |
| 1    | Mike Teunissen    | Jumbo   | 4h51'34" |
| 2    | Wout Van Aert     | Jumbo   | a 10"    |
| 3    | Steven Kruijswijk | Jumbo   | s.t.     |

Descrizione e riassunto
Cronometro a squadre di 27,6 km con un percorso pianeggiante con poche curve, che si snoda per le vie della capitale belga. La cronometro viene dominata dal Team Jumbo-Visma, che guadagna 20" sul Team Ineos e 21" sulla Deceuninck-Quick-Step. Mike Teunissen mantiene la maglia gialla (visto che fa parte della squadra vincitrice). Tra i favoriti per la vittoria finale Geraint Thomas ed Egan Bernal guadagnano 6" su Ilnur Zakarin, 8" su Rigoberto Urán, 12" su Thibaut Pinot, 16" su Vincenzo Nibali, 21" su Jakob Fuglsang e addirittura 59" su Romain Bardet.

### 3ª tappa
- 8 luglio: Binche > Épernay – 215 km

Risultati
| Pos. | Corridore          | Squadra    | Tempo    |
| ---- | ------------------ | ---------- | -------- |
| 1    | Julian Alaphilippe | Deceuninck | 4h40'29" |
| 2    | Michael Matthews   | Sunweb     | a 26"    |
| 3    | Jasper Stuyven     | Trek       | s.t.     |

| Pos. | Corridore          | Squadra    | Tempo    |
| ---- | ------------------ | ---------- | -------- |
| 1    | Julian Alaphilippe | Deceuninck | 9h32'19" |
| 2    | Wout Van Aert      | Jumbo      | a 20"    |
| 3    | Steven Kruijswijk  | Jumbo      | a 25"    |

Descrizione e riassunto
Il Tour torna in Francia con una frazione molto mossa (3 GPM di 3ª categoria e uno di 4ª categoria) e un finale adatto ai finisseur. Va via una fuga che comprende anche Tim Wellens, il quale racimola diversi punti per la maglia a pois. Sulla durissima Côte de Mutigny (900 metri al 12,2%), a 16 km dal traguardo, attacca Julian Alaphilippe, che riprende il fuggitivo Tim Wellens e poi si invola da solo verso la vittoria di tappa. Il corridore francese riesce a prendere anche la maglia gialla. Nel gruppo Egan Bernal guadagna al traguardo 5" su tutti i rivali della classifica.

### 4ª tappa
- 9 luglio: Reims > Nancy – 213,5 km

Risultati
| Pos. | Corridore          | Squadra    | Tempo    |
| ---- | ------------------ | ---------- | -------- |
| 1    | Elia Viviani       | Deceuninck | 5h09'20" |
| 2    | Alexander Kristoff | UAE        | s.t.     |
| 3    | Caleb Ewan         | Lotto      | s.t.     |

| Pos. | Corridore          | Squadra    | Tempo     |
| ---- | ------------------ | ---------- | --------- |
| 1    | Julian Alaphilippe | Deceuninck | 14h41'39" |
| 2    | Wout Van Aert      | Jumbo      | a 20"     |
| 3    | Steven Kruijswijk  | Jumbo      | a 25"     |

Descrizione e riassunto
Tappa piatta di 213,5 km adatta ai velocisti (due soli GPM di 4ª categoria). Va via una fuga di tre uomini che viene ripresa a 16 km dal traguardo. Sull'ultima côte il Team Sunweb cerca di fare un ritmo elevato per far staccare qualche velocista, senza riuscirci. A 11,4 km dal traguardo attacca Lilian Calmejane, che però viene ripreso ai -6 km. La volata a ranghi compatti viene vinta da Elia Viviani davanti ad Alexander Kristoff e Caleb Ewan. Il corridore italiano entra nel "club" dei vincitori di tappe in tutte e tre i grandi giri (Giro d'Italia, Tour de France e Vuelta a España). Nessun distacco in classifica generale, con Alaphilippe che mantiene la maglia gialla.

### 5ª tappa
- 10 luglio: Saint-Dié-des-Vosges > Colmar – 175,5 km

Risultati
| Pos. | Corridore      | Squadra    | Tempo    |
| ---- | -------------- | ---------- | -------- |
| 1    | Peter Sagan    | Bora       | 4h02'33" |
| 2    | Wout Van Aert  | Jumbo      | s.t.     |
| 3    | Matteo Trentin | Mitchelton | s.t.     |

| Pos. | Corridore          | Squadra    | Tempo     |
| ---- | ------------------ | ---------- | --------- |
| 1    | Julian Alaphilippe | Deceuninck | 18h44'12" |
| 2    | Wout Van Aert      | Jumbo      | a 14"     |
| 3    | Steven Kruijswijk  | Jumbo      | a 25"     |

Descrizione e riassunto
Tappa mossa di 175,5 km con due GPM di 2ª categoria e due di 3ª categoria (l'ultimo a 19,5 km dal traguardo). Va via una fuga di quattro corridori, tra cui Tim Wellens (che aumenta il vantaggio nella classifica scalatori), a cui il gruppo non lascia tanto spazio. I quattro vengono ripresi sull'ultima salita a 22 km dal traguardo. Ovviamente si staccano i velocisti puri. A 6 km dal traguardo attacca l'ex campione del mondo Rui Costa attacca, anche se viene ripreso ai -2 km. La volata del gruppo ristretto viene vinta da Peter Sagan, davanti a Wout Van Aert e Matteo Trentin. Non ci sono distacchi tra gli uomini di classifica (tranne Zakarin che si è staccato sull'ultima salita), con Julian Alaphilippe sempre in maglia gialla.

### 6ª tappa
- 11 luglio: Mulhouse > La Planche des Belles Filles – 160,5 km

Risultati
| Pos. | Corridore       | Squadra      | Tempo    |
| ---- | --------------- | ------------ | -------- |
| 1    | Dylan Teuns     | Bahrain-Mer. | 4h29'03" |
| 2    | Giulio Ciccone  | Trek         | a 11"    |
| 3    | Xandro Meurisse | Wanty        | a 1'05"  |

| Pos. | Corridore          | Squadra      | Tempo     |
| ---- | ------------------ | ------------ | --------- |
| 1    | Giulio Ciccone     | Trek         | 23h14'55" |
| 2    | Julian Alaphilippe | Deceuninck   | a 6"      |
| 3    | Dylan Teuns        | Bahrain-Mer. | a 32"     |

Descrizione e riassunto
Prima tappa di montagna di 160,5 km con 7 GPM, tra cui il duro arrivo in salita di 1ª categoria de La Planche des Belles Filles (7 km all'8,7%, con l'ultimo km in sterrato che ha pendenze fino al 24%). Vanno in fuga 14 corridori tra cui Tim Wellens, che prende diversi punti per la maglia a pois. Il gruppo lascia fare, con i fuggitivi che si giocano il successo di tappa. Sull'ultima salita, dopo vari attacchi, rimangono da soli i fuggitivi Giulio Ciccone e Dylan Teuns, con quest'ultimo che va a vincere la tappa in una "volata" in salita. Tra gli uomini di classifica prova ad attaccare senza successo Mikel Landa. Sullo sterrato attacca Julian Alaphilippe seguito poi da Geraint Thomas. Il corridore gallese guadagna 2" su Alaphilippe e Thibaut Pinot, 7" su Nairo Quintana ed Emanuel Buchmann, 9" su Jakob Fuglsang, Mikel Landa, Richie Porte ed Egan Bernal. Molto staccato Vincenzo Nibali (51" da Thomas). A sorpresa Giulio Ciccone riesce a strappare per soli 6" (grazie anche agli abbuoni) la maglia gialla a Julian Alaphilippe. Il corridore italiano si prende anche la maglia bianca di miglior giovane.

### 7ª tappa
- 12 luglio: Belfort > Chalon-sur-Saône – 230 km

Risultati
| Pos. | Corridore         | Squadra | Tempo    |
| ---- | ----------------- | ------- | -------- |
| 1    | Dylan Groenewegen | Jumbo   | 6h02'44" |
| 2    | Caleb Ewan        | Lotto   | s.t.     |
| 3    | Peter Sagan       | Bora    | s.t.     |

| Pos. | Corridore          | Squadra      | Tempo     |
| ---- | ------------------ | ------------ | --------- |
| 1    | Giulio Ciccone     | Trek         | 29h17'39" |
| 2    | Julian Alaphilippe | Deceuninck   | a 6"      |
| 3    | Dylan Teuns        | Bahrain-Mer. | a 32"     |

Descrizione e riassunto
La tappa più lunga di questo Tour (230 km) è adatta ai velocisti, con due GPM di 4ª categoria e uno di 3^. Fanno in fuga due corridori, che vengono ripresi a 13 km dal traguardo. La volata del gruppo compatto viene vinta da Dylan Groenewegen davanti a Caleb Ewan e Peter Sagan. Non ci sono distacchi in classifica generale, con Giulio Ciccone che mantiene la maglia gialla.

### 8ª tappa
- 13 luglio: Mâcon > Saint-Étienne – 200 km

Risultati
| Pos. | Corridore          | Squadra    | Tempo    |
| ---- | ------------------ | ---------- | -------- |
| 1    | Thomas De Gendt    | Lotto      | 5h00'17" |
| 2    | Thibaut Pinot      | Groupama   | a 6"     |
| 3    | Julian Alaphilippe | Deceuninck | s.t.     |

| Pos. | Corridore          | Squadra    | Tempo     |
| ---- | ------------------ | ---------- | --------- |
| 1    | Julian Alaphilippe | Deceuninck | 34h17'59" |
| 2    | Giulio Ciccone     | Trek       | a 23"     |
| 3    | Thibaut Pinot      | Groupama   | a 53"     |

Descrizione e riassunto
Tappa molto mossa di 200 km con 7 GPM di 2ª e 3ª categoria (l'ultimo, che assegna anche abbuoni, è a 12,5 km dal traguardo). Vanno in fuga quattro uomini tra cui Thomas De Gendt e Alessandro De Marchi, che rimangono da soli a circa 70 km dal traguardo. Il gruppo non lascia tantissimo spazio. A 16 km dal traguardo cadono Geraint Thomas e i suoi compagni di squadra, anche se poi il corridore gallese rientra in gruppo. Sull'ultima côte, De Gendt riesce a staccare il compagno di fuga De Marchi, mentre nel gruppo attaccano Julian Alaphilippe e Thibaut Pinot. Il corridore belga in fuga, nonostante i pochi secondi di vantaggio, riesce a vincere la tappa con 6" sulla coppia francese Alaphilippe-Pinot. Il gruppo ristretto arriva a 20" dai francesi. Vincenzo Nibali si stacca di oltre 4', uscendo definitivamente di classifica. Julian Alaphilippe riesce a riprendersi la maglia gialla a scapito di Giulio Ciccone.

### 9ª tappa
- 14 luglio: Saint-Étienne > Brioude – 170,5 km

Risultati
| Pos. | Corridore    | Squadra      | Tempo    |
| ---- | ------------ | ------------ | -------- |
| 1    | Daryl Impey  | Mitchelton   | 4h03'12" |
| 2    | Tiesj Benoot | Lotto        | s.t.     |
| 3    | Jan Tratnik  | Bahrain-Mer. | a 10"    |

| Pos. | Corridore          | Squadra    | Tempo     |
| ---- | ------------------ | ---------- | --------- |
| 1    | Julian Alaphilippe | Deceuninck | 38h37'36" |
| 2    | Giulio Ciccone     | Trek       | a 23"     |
| 3    | Thibaut Pinot      | Groupama   | a 53"     |

Descrizione e riassunto
Altra tappa mossa di 170,5 km, con un GPM di 1ª categoria e due di 3ª categoria (l'ultimo a 13 km dal traguardo dà anche abbuoni). Vanno in fuga 14 uomini a cui il gruppo lascia tantissimo spazio. A 63 km dal traguardo iniziano gli scatti tra i fuggitivi. Sull'ultima salita se ne vanno Daryl Impey e Tiesj Benoot, con il primo che vince la tappa nella volata a due. Dal gruppo provano ad attaccare (inutilmente) sull'ultima côte Romain Bardet e Richie Porte. I big della classifica tagliano insieme il traguardo con oltre 16' di ritardo, con Julian Alaphilippe che mantiene la maglia gialla.

### 10ª tappa
- 15 luglio: Saint-Flour > Albi – 217,5 km

Risultati
| Pos. | Corridore     | Squadra    | Tempo    |
| ---- | ------------- | ---------- | -------- |
| 1    | Wout Van Aert | Jumbo      | 4h49'39" |
| 2    | Elia Viviani  | Deceuninck | s.t.     |
| 3    | Caleb Ewan    | Lotto      | s.t.     |

| Pos. | Corridore          | Squadra    | Tempo     |
| ---- | ------------------ | ---------- | --------- |
| 1    | Julian Alaphilippe | Deceuninck | 43h27'15" |
| 2    | Geraint Thomas     | Ineos      | a 1'12"   |
| 3    | Egan Bernal        | Ineos      | a 1'16"   |

Descrizione e riassunto
Tappa di 217,5 km adatta ai velocisti con quattro GPM di 3ª e 4ª categoria. Vanno in fuga sei corridori che vengono ripresi a 25 km dal traguardo perché il gruppo, a causa del vento laterale, si spezza per i ventagli. La volata del gruppo ristretto viene vinta da Wout Van Aert davanti ad Elia Viviani e Caleb Ewan. Perdono 1'40" per colpa del vento Thibaut Pinot, Rigoberto Urán, Richie Porte e Jakob Fuglsang, più di 2' per Giulio Ciccone che lascia la maglia bianca ad Egan Bernal. Mantiene invece la maglia gialla Julian Alaphilippe.

### 11ª tappa
- 17 luglio: Albi > Tolosa – 167 km

Risultati
| Pos. | Corridore         | Squadra    | Tempo    |
| ---- | ----------------- | ---------- | -------- |
| 1    | Caleb Ewan        | Lotto      | 3h51'26" |
| 2    | Dylan Groenewegen | Jumbo      | s.t.     |
| 3    | Elia Viviani      | Deceuninck | s.t.     |

| Pos. | Corridore          | Squadra    | Tempo     |
| ---- | ------------------ | ---------- | --------- |
| 1    | Julian Alaphilippe | Deceuninck | 47h18'41" |
| 2    | Geraint Thomas     | Ineos      | a 1'12"   |
| 3    | Egan Bernal        | Ineos      | a 1'16"   |

Descrizione e riassunto
Dopo il giorno di riposo un'altra tappa per velocisti di 167 km con due GPM di 3ª e 4ª categoria. Vanno in fuga quattro uomini che vengono ripresi a soli 4 km dal traguardo. La volata del gruppo compatto viene vinta al fotofinish da Caleb Ewan davanti a Dylan Groenewegen ed Elia Viviani. Non essendoci distacchi in classifica generale, Julian Alaphilippe mantiene la maglia gialla.

### 12ª tappa
- 18 luglio: Tolosa > Bagnères-de-Bigorre – 209,5 km

Risultati
| Pos. | Corridore         | Squadra    | Tempo    |
| ---- | ----------------- | ---------- | -------- |
| 1    | Simon Yates       | Mitchelton | 4h57'53" |
| 2    | Pello Bilbao      | Astana     | s.t.     |
| 3    | Gregor Mühlberger | Bora       | s.t.     |

| Pos. | Corridore          | Squadra    | Tempo     |
| ---- | ------------------ | ---------- | --------- |
| 1    | Julian Alaphilippe | Deceuninck | 52h26'09" |
| 2    | Geraint Thomas     | Ineos      | a 1'12"   |
| 3    | Egan Bernal        | Ineos      | a 1'16"   |

Descrizione e riassunto
Prima tappa pirenaica di 209,5 km con un GPM di 4ª categoria e due di 1ª categoria (l'ultimo a 30 km dal traguardo dà anche abbuoni). Va via una fuga di addirittura 40 uomini, con Tim Wellens che si prende altri punti per la maglia a pois. Il gruppo lascia spazio. Sull'ultima salita ci prova Matteo Trentin, che però viene ripreso e staccato da Simon Yates, Gregor Mühlberger e Pello Bilbao. I tre si giocano il successo di tappa con Simon Yates che vince la volata davanti a Bilbao. Il gruppo dei migliori di classifica arriva compatto ad oltre 9', con Julian Alaphilippe che mantiene la maglia gialla.

### 13ª tappa
- 19 luglio: Pau > Pau – Cronometro individuale – 27,2 km

Risultati
| Pos. | Corridore          | Squadra    | Tempo  |
| ---- | ------------------ | ---------- | ------ |
| 1    | Julian Alaphilippe | Deceuninck | 35'00" |
| 2    | Geraint Thomas     | Ineos      | a 14"  |
| 3    | Thomas De Gendt    | Lotto      | a 36"  |

| Pos. | Corridore          | Squadra    | Tempo     |
| ---- | ------------------ | ---------- | --------- |
| 1    | Julian Alaphilippe | Deceuninck | 53h01'09" |
| 2    | Geraint Thomas     | Ineos      | a 1'26"   |
| 3    | Steven Kruijswijk  | Jumbo      | a 2'12"   |

Descrizione e riassunto
L'unica cronometro individuale di questo Tour (27,2 km) presenta un percorso abbastanza ondulato specialmente nella prima parte e un muro al 16% a circa 500 metri dal traguardo. Nel giorno dei 100 anni dalla nascita della maglia gialla, a sorpresa è proprio la maglia gialla stessa di Julian Alaphilippe che vince la cronometro con 14" di vantaggio sullo specialista e rivale in classifica Geraint Thomas. A 36" dal vincitore arriva Rigoberto Urán, a 45" Richie Porte e Steven Kruijswijk, a 49" Thibaut Pinot, a 58" Enric Mas che strappa la maglia bianca ad Egan Bernal, arrivato a 1'36". Tempo altissimo per Romain Bardet che arriva a 2'26". Da registrare il ritiro per colpa di una caduta a circa 1 km dal traguardo del favorito per la vittoria di tappa Wout Van Aert. Il corridore belga è stato portato in ospedale e successivamente è stato operato.

### 14ª tappa
- 20 luglio: Tarbes > Col du Tourmalet – 111 km

Risultati
| Pos. | Corridore          | Squadra    | Tempo    |
| ---- | ------------------ | ---------- | -------- |
| 1    | Thibaut Pinot      | Groupama   | 3h10'20" |
| 2    | Julian Alaphilippe | Deceuninck | a 6"     |
| 3    | Steven Kruijswijk  | Jumbo      | s.t.     |

| Pos. | Corridore          | Squadra    | Tempo     |
| ---- | ------------------ | ---------- | --------- |
| 1    | Julian Alaphilippe | Deceuninck | 56h11'29" |
| 2    | Geraint Thomas     | Ineos      | a 2'02"   |
| 3    | Steven Kruijswijk  | Jumbo      | a 2'14"   |

Descrizione e riassunto
Tappa breve (111 km) ma dura, con un GPM di 4ª categoria, uno di 1ª categoria e l'arrivo in salita HC (Hors Categorie) ai 2115 metri del mitico Col du Tourmalet (19 km al 7,4%). Vanno in fuga 15 uomini tra cui Vincenzo Nibali, Peter Sagan e Tim Wellens (che guadagna altri punti per la maglia a pois). Il gruppo non lascia spazio. Intanto sulla penultima salita si stacca Romain Bardet. L'ultimo uomo della fuga, Élie Gesbert, viene ripreso a 10,5 km dal gruppo tirato dalla Movistar, anche se successivamente il capitano Nairo Quintana perde contatto. A 9,5 km dal traguardo ci prova il campione francese Warren Barguil, successivamente ripreso. David Gaudu (compagno di squadra di Thibaut Pinot) fa un forcing e riesce a far perdere contatto dal gruppo a Richie Porte ed Enric Mas. Dopo fa il forcing il Team Jumbo-Visma, tanto da far staccare Warren Barguil e Jakob Fuglsang. Un'ulteriore accelerazione di Emanuel Buchmann all'ultimo chilometro fa perdere contatto anche a Geraint Thomas. Rimangono 6 uomini a giocarsi il successo di tappa, con Thibaut Pinot che vince con 6" di vantaggio su Julian Alaphilippe e Steven Kruijswijk. A 8" arrivano Emanuel Buchmann ed Egan Bernal, a 36" Geraint Thomas. Ora Alaphilippe è maglia gialla con 2'02" su Geraint Thomas, 2'14" su Steven Kruijswijk e 3' su Egan Bernal.

### 15ª tappa
- 21 luglio: Limoux > Foix Prat d'Albis – 185 km

Risultati
| Pos. | Corridore     | Squadra    | Tempo    |
| ---- | ------------- | ---------- | -------- |
| 1    | Simon Yates   | Mitchelton | 4h47'04" |
| 2    | Thibaut Pinot | Groupama   | a 33"    |
| 3    | Mikel Landa   | Movistar   | s.t.     |

| Pos. | Corridore          | Squadra    | Tempo     |
| ---- | ------------------ | ---------- | --------- |
| 1    | Julian Alaphilippe | Deceuninck | 61h00'22" |
| 2    | Geraint Thomas     | Ineos      | a 1'35"   |
| 3    | Steven Kruijswijk  | Jumbo      | a 1'47"   |

Descrizione e riassunto
Altro tappone pirenaico di 185 km con un GPM di 2ª categoria e tre di 1^, tra cui il durissimo Mur de Péguère (pendenze fino al 18%) e l'arrivo in salita a Prat d'Albis (11,8 km al 6,9%). Vanno in fuga 36 corridori di altissimo livello (Simon Yates, Daniel Martin, Vincenzo Nibali...), a cui il gruppo lascia un po' di spazio. In cima al Mur de Péguère passano in testa Simon Geschke e Simon Yates, a 30" gli altri uomini della fuga. Sempre sul muro attacca Mikel Landa che, nel tratto in discesa trova due suoi compagni che facevano parte della fuga. Sull'ultima salita, a 8,7 km dal traguardo, se ne va da solo Simon Yates, che ha 1'30" sugli altri uomini della fuga e 2'30" su Mikel Landa. Dopo il forcing di David Gaudu, a 6 km dalla conclusione attacca Thibaut Pinot seguito da Bernal, Buchmann ed Alaphilippe. Dopo un'ulteriore accelerazione di Pinot, si stacca la maglia gialla, che viene raggiunta e successivamente staccata da Geraint Thomas e Steven Kruijswijk. Il corridore della Groupama-FDJ rimane da solo e raggiunge Mikel Landa. La tappa va a Simon Yates (che fa bis in questo Tour), dopo una buona amministrazione del vantaggio che aveva. La coppia Pinot-Landa (rispettivamente secondo e terzo al traguardo) guadagna 18" sulla coppia Buchmann-Bernal, 49" sul trio Thomas-Kruijswijk-Valverde e 1'16" su Julian Alaphilippe, il quale riesce a conservare la maglia gialla con 1'35" su Geraint Thomas, 1'47" su Steven Kruijswijk, 1'50" su Thibaut Pinot, 2'02" su Egan Bernal e 2'14" su Emanuel Buchmann.

### 16ª tappa
- 23 luglio: Nîmes > Nîmes – 177 km

Risultati
| Pos. | Corridore         | Squadra    | Tempo    |
| ---- | ----------------- | ---------- | -------- |
| 1    | Caleb Ewan        | Lotto      | 3h57'08" |
| 2    | Elia Viviani      | Deceuninck | s.t.     |
| 3    | Dylan Groenewegen | Jumbo      | s.t.     |

| Pos. | Corridore          | Squadra    | Tempo     |
| ---- | ------------------ | ---------- | --------- |
| 1    | Julian Alaphilippe | Deceuninck | 64h57'30" |
| 2    | Geraint Thomas     | Ineos      | a 1'35"   |
| 3    | Steven Kruijswijk  | Jumbo      | a 1'47"   |

Descrizione e riassunto
Dopo il secondo giorno di riposo, la terza settimana si apre con una tappa per velocisti di 177 km con un solo GPM di 4ª categoria. Tappa caratterizzata dal caldo, con una fuga di 5 uomini. A 130 km dal traguardo cade Geraint Thomas (senza conseguenze), mentre a 27 km dal traguardo cade Jakob Fuglsang, che è costretto al ritiro. Il gruppo non lascia spazio alla fuga che infatti viene ripresa ai -2,5 km, con la volata a ranghi compatti che viene vinta da Caleb Ewan davanti ad Elia Viviani e Dylan Groenewegen. Nessun cambiamento in classifica generale (tranne il ritiro di Fuglsang), con Julian Alaphilippe sempre in maglia gialla.

### 17ª tappa
- 24 luglio: Pont du Gard > Gap – 200 km

Risultati
| Pos. | Corridore         | Squadra    | Tempo    |
| ---- | ----------------- | ---------- | -------- |
| 1    | Matteo Trentin    | Mitchelton | 4h21'36" |
| 2    | Kasper Asgreen    | Deceuninck | a 37"    |
| 3    | Greg Van Avermaet | CCC        | a 41"    |

| Pos. | Corridore          | Squadra    | Tempo     |
| ---- | ------------------ | ---------- | --------- |
| 1    | Julian Alaphilippe | Deceuninck | 69h39'16" |
| 2    | Geraint Thomas     | Ineos      | a 1'35"   |
| 3    | Steven Kruijswijk  | Jumbo      | a 1'47"   |

Descrizione e riassunto
Tappa mossa di 200 km con un GPM di 4ª categoria e uno di 3ª categoria (Col de la Sentinelle) posto a soli 8,5 km dal traguardo. Va via una fuga di 33 uomini, a cui il gruppo lascia tantissimo spazio. A circa 30 km dal traguardo il gruppo di testa si spezza a causa dei numerosi attacchi. A 14 km dal traguardo (appena prima dell'inizio dell'ultima salita) va via da solo Matteo Trentin, che va a vincere in solitaria. Secondo a 37" è Kasper Asgreen, terzo a 41" è Greg Van Avermaet. Il gruppo dei migliori arriva compatto ad oltre 20', con Julian Alaphilippe che conserva la maglia gialla. Vengono squalificati dalla giuria Luke Rowe e Tony Martin per un "litigio" avvenuto all'inizio della salita del Col de la Sentinelle.

### 18ª tappa
- 25 luglio: Embrun > Valloire – 208 km

Risultati
| Pos. | Corridore       | Squadra  | Tempo    |
| ---- | --------------- | -------- | -------- |
| 1    | Nairo Quintana  | Movistar | 5h34'15" |
| 2    | Romain Bardet   | AG2R     | a 1'35"  |
| 3    | Aleksej Lucenko | Astana   | a 2'28"  |

| Pos. | Corridore          | Squadra    | Tempo     |
| ---- | ------------------ | ---------- | --------- |
| 1    | Julian Alaphilippe | Deceuninck | 75h18'49" |
| 2    | Egan Bernal        | Ineos      | a 1'30"   |
| 3    | Geraint Thomas     | Ineos      | a 1'35"   |

Descrizione e riassunto
Tappone alpino di 208 km con il Col de Vars (1ª categoria, 9,3 km al 7,5%), Col d'Izoard (Hors Categorie, 14,1 km al 7,3%) e il Col du Galibier (Hors Categorie che dà anche abbuoni, 23 km al 5,1%), con la salita che termina a 19 km dal traguardo, tutti in discesa. Vanno in fuga circa 30 uomini dopo 50 km di corsa, tra cui Nairo Quintana, Romain Bardet e Tim Wellens che conquista altri punti per la maglia a pois sul Col de Vars. Sul Col d'Izoard passa per primo Damiano Caruso mentre nel gruppo maglia gialla la Movistar fa molta selezione, senza che nessuno attacca. Dopo la discesa il gruppo dei migliori torna numeroso perché nessuno tira e così la fuga riguadagna parecchi minuti di vantaggio. A 7,5 km dalla vetta del Galibier se ne va da solo Nairo Quintana, mentre dal gruppo maglia gialla se ne va da solo Egan Bernal. Julian Alaphilippe, dopo essere andato in difficoltà nell'ultimo chilometro di salita, rientra in discesa nel gruppo Thomas. Nairo Quintana vince la tappa in solitaria con 1'35" su Romain Bardet e 2'28" su Aleksej Lucenko. Egan Bernal guadagna 32" sugli altri uomini di classifica e si porta in seconda posizione in classifica generale a 1'30" dalla maglia gialla Julian Alaphilippe.

### 19ª tappa
- 26 luglio: Saint-Jean-de-Maurienne > Col de l'Iseran – 89 km[3]

Risultati
| Pos. | Corridore      | Squadra    | Tempo |
| ---- | -------------- | ---------- | ----- |
| 1    | Egan Bernal    | Ineos      | -     |
| 2    | Simon Yates    | Mitchelton | -     |
| 3    | Warren Barguil | Arkéa      | -     |

| Pos. | Corridore          | Squadra    | Tempo     |
| ---- | ------------------ | ---------- | --------- |
| 1    | Egan Bernal        | Ineos      | 78h00'42" |
| 2    | Julian Alaphilippe | Deceuninck | a 45"     |
| 3    | Geraint Thomas     | Ineos      | a 1'11"   |

Descrizione e riassunto
Altro tappone alpino di 126,5 km con 5 GPM tra cui il Col de l'Iseran (Hors Categorie che dà anche abbuoni, 12,9 km al 7,5%) e la Montée de Tignes che termina a 2 km dal traguardo. Vanno in fuga inizialmente 4 uomini (tra cui Vincenzo Nibali), a cui successivamente se ne aggiungono altri. A 93 km dal traguardo Thibaut Pinot, quinto in classifica generale, va prima dal medico di corsa e dopo qualche chilometro si ritira per una lesione muscolare. Sull'Iseran il forcing del Team Ineos porta all'attacco (senza successo) di Geraint Thomas a 6 km dalla vetta. Successivamente se ne va da solo Egan Bernal, mentre la maglia gialla Julian Alaphilippe va in crisi. Bernal transita per primo in cima al colle. A causa di un'incredibile grandine e di una frana in località Val-d'Isère (dove doveva transitare la corsa), la strada diventa impraticabile e la giuria ferma la corsa, con i tempi per la classifica generale presi alla cima del Col de l'Iseran. Non viene decretato nessun vincitore di tappa mentre Egan Bernal è la nuova maglia gialla di questo Tour.

### 20ª tappa
- 27 luglio: Albertville > Val Thorens – 59,5 km[4]

Risultati
| Pos. | Corridore          | Squadra      | Tempo    |
| ---- | ------------------ | ------------ | -------- |
| 1    | Vincenzo Nibali    | Bahrain-Mer. | 1h51'53" |
| 2    | Alejandro Valverde | Movistar     | a 10"    |
| 3    | Mikel Landa        | Movistar     | a 14"    |

| Pos. | Corridore         | Squadra | Tempo     |
| ---- | ----------------- | ------- | --------- |
| 1    | Egan Bernal       | Ineos   | 79h52'52" |
| 2    | Geraint Thomas    | Ineos   | a 1'11"   |
| 3    | Steven Kruijswijk | Jumbo   | a 1'31"   |

Descrizione e riassunto
Tappa che originariamente doveva essere lunga 130 km, ma che poi è stata ridotta a 59,5 km (per una frana sulla discesa del Cormet de Roselend) con la "sola" lunghissima salita di Val Thorens (33,4 km al 5,4%). Va via una fuga di circa 20 uomini tra cui Vincenzo Nibali che va via da solo a circa 12,5 km dal traguardo. Il gruppo dei migliori, guidato dal Team Jumbo-Visma riesce a mandare in difficoltà a 14 km dal traguardo Julian Alaphilippe, ma non riesce ad avvicinarsi al corridore siciliano che va a vincere la tappa con 10" di vantaggio su Alejandro Valverde e 14" su Mikel Landa, mentre Egan Bernal conserva la maglia gialla. Julian Alaphilippe scende in quinta posizione in classifica generale, mentre Romain Bardet vince matematicamente la maglia a pois e Peter Sagan matematicamente la maglia verde per la settima volta in carriera, record assoluto per la corsa francese.

### 21ª tappa
- 28 luglio: Rambouillet > Parigi (Champs-Élysées) – 128 km

Risultati
| Pos. | Corridore         | Squadra | Tempo    |
| ---- | ----------------- | ------- | -------- |
| 1    | Caleb Ewan        | Lotto   | 3h04'08" |
| 2    | Dylan Groenewegen | Jumbo   | s.t.     |
| 3    | Niccolò Bonifazio | Total   | s.t.     |

| Pos. | Corridore         | Squadra | Tempo     |
| ---- | ----------------- | ------- | --------- |
| 1    | Egan Bernal       | Ineos   | 82h57'00" |
| 2    | Geraint Thomas    | Ineos   | a 1'11"   |
| 3    | Steven Kruijswijk | Jumbo   | a 1'31"   |

Descrizione e riassunto
Tappa di 128 km (due GPM di 4ª categoria) con il passaggio al cortile del Museo del Louvre e poi il circuito degli Champs Elysees (6,5 km da fare 8 volte). Parte iniziale della tappa dedicata ai festaggiamenti per il vincitore del Tour Egan Bernal. Una volta entrati a Parigi parte la corsa vera dove provano ad avvantaggiarsi quattro uomini, ripresi ai -13 km. La volata del gruppo compatto viene vinta in rimonta da Caleb Ewan davanti a Dylan Groenewegen e Niccolò Bonifazio. Dopodiché le premiazioni che incoronano il terzo più giovane vincitore della Grand Boucle, Egan Bernal, che si aggiudica anche la maglia bianca.

## Evoluzione delle classifiche
| Tappa              | Vincitore          | Classifica generale Maglia gialla | Classifica a punti Maglia verde | Classifica scalatori Maglia a pois | Classifica giovani Maglia bianca | Classifica a squadre Numero giallo | Premio combattività Numero rosso |
| ------------------ | ------------------ | --------------------------------- | ------------------------------- | ---------------------------------- | -------------------------------- | ---------------------------------- | -------------------------------- |
| 1ª                 | Mike Teunissen     | Mike Teunissen                    | Mike Teunissen                  | Greg Van Avermaet                  | Caleb Ewan                       | Team Jumbo-Visma                   | Stéphane Rossetto                |
| 2ª                 | Team Jumbo-Visma   | Mike Teunissen                    | Mike Teunissen                  | Greg Van Avermaet                  | Wout Van Aert                    | Team Jumbo-Visma                   | non assegnato                    |
| 3ª                 | Julian Alaphilippe | Julian Alaphilippe                | Peter Sagan                     | Tim Wellens                        | Wout Van Aert                    | Team Jumbo-Visma                   | Tim Wellens                      |
| 4ª                 | Elia Viviani       | Julian Alaphilippe                | Peter Sagan                     | Tim Wellens                        | Wout Van Aert                    | Team Jumbo-Visma                   | Michael Schär                    |
| 5ª                 | Peter Sagan        | Julian Alaphilippe                | Peter Sagan                     | Tim Wellens                        | Wout Van Aert                    | Team Jumbo-Visma                   | Toms Skujiņš                     |
| 6ª                 | Dylan Teuns        | Giulio Ciccone                    | Peter Sagan                     | Tim Wellens                        | Giulio Ciccone                   | Trek-Segafredo                     | Tim Wellens                      |
| 7ª                 | Dylan Groenewegen  | Giulio Ciccone                    | Peter Sagan                     | Tim Wellens                        | Giulio Ciccone                   | Trek-Segafredo                     | Yoann Offredo                    |
| 8ª                 | Thomas De Gendt    | Julian Alaphilippe                | Peter Sagan                     | Tim Wellens                        | Giulio Ciccone                   | Trek-Segafredo                     | Thomas De Gendt                  |
| 9ª                 | Daryl Impey        | Julian Alaphilippe                | Peter Sagan                     | Tim Wellens                        | Giulio Ciccone                   | Trek-Segafredo                     | Tiesj Benoot                     |
| 10ª                | Wout Van Aert      | Julian Alaphilippe                | Peter Sagan                     | Tim Wellens                        | Egan Bernal                      | Movistar Team                      | Natnael Berhane                  |
| 11ª                | Caleb Ewan         | Julian Alaphilippe                | Peter Sagan                     | Tim Wellens                        | Egan Bernal                      | Movistar Team                      | Aimé De Gendt                    |
| 12ª                | Simon Yates        | Julian Alaphilippe                | Peter Sagan                     | Tim Wellens                        | Egan Bernal                      | Trek-Segafredo                     | Matteo Trentin                   |
| 13ª                | Julian Alaphilippe | Julian Alaphilippe                | Peter Sagan                     | Tim Wellens                        | Enric Mas                        | Trek-Segafredo                     | non assegnato                    |
| 14ª                | Thibaut Pinot      | Julian Alaphilippe                | Peter Sagan                     | Tim Wellens                        | Egan Bernal                      | Movistar Team                      | Élie Gesbert                     |
| 15ª                | Simon Yates        | Julian Alaphilippe                | Peter Sagan                     | Tim Wellens                        | Egan Bernal                      | Movistar Team                      | Mikel Landa                      |
| 16ª                | Caleb Ewan         | Julian Alaphilippe                | Peter Sagan                     | Tim Wellens                        | Egan Bernal                      | Movistar Team                      | Alexis Gougeard                  |
| 17ª                | Matteo Trentin     | Julian Alaphilippe                | Peter Sagan                     | Tim Wellens                        | Egan Bernal                      | Trek-Segafredo                     | Matteo Trentin                   |
| 18ª                | Nairo Quintana     | Julian Alaphilippe                | Peter Sagan                     | Romain Bardet                      | Egan Bernal                      | Movistar Team                      | Greg Van Avermaet                |
| 19ª                | non assegnato      | Egan Bernal                       | Peter Sagan                     | Romain Bardet                      | Egan Bernal                      | Movistar Team                      | non assegnato                    |
| 20ª                | Vincenzo Nibali    | Egan Bernal                       | Peter Sagan                     | Romain Bardet                      | Egan Bernal                      | Movistar Team                      | Vincenzo Nibali                  |
| 21ª                | Caleb Ewan         | Egan Bernal                       | Peter Sagan                     | Romain Bardet                      | Egan Bernal                      | Movistar Team                      | non assegnato                    |
| Classifiche finali | Classifiche finali | Egan Bernal                       | Peter Sagan                     | Romain Bardet                      | Egan Bernal                      | Movistar Team                      | Julian Alaphilippe               |

Maglie indossate da altri ciclisti in caso di due o più maglie vinte
- Nella 2ª e 3ª tappa Peter Sagan ha indossato la maglia verde al posto di Mike Teunissen.
- Nella 7ª e 8ª tappa Egan Bernal ha indossato la maglia bianca al posto di Giulio Ciccone.
- Nella 20ª e 21ª tappa David Gaudu ha indossato la maglia bianca al posto di Egan Bernal.

## Classifiche finali

### Classifica generale - Maglia gialla
| Pos. | Corridore          | Squadra    | Tempo     |
| ---- | ------------------ | ---------- | --------- |
| 1    | Egan Bernal        | Ineos      | 82h57'00" |
| 2    | Geraint Thomas     | Ineos      | a 1'11"   |
| 3    | Steven Kruijswijk  | Jumbo      | a 1'31"   |
| 4    | Emanuel Buchmann   | Bora       | a 1'56"   |
| 5    | Julian Alaphilippe | Deceuninck | a 4'05"   |
| 6    | Mikel Landa        | Movistar   | a 4'23"   |
| 7    | Rigoberto Urán     | EF         | a 5'15"   |
| 8    | Nairo Quintana     | Movistar   | a 5'30"   |
| 9    | Alejandro Valverde | Movistar   | a 6'12"   |
| 10   | Warren Barguil     | Arkéa      | a 7'32"   |

### Classifica a punti - Maglia verde
| Pos. | Corridore        | Squadra      | Punti |
| ---- | ---------------- | ------------ | ----- |
| 1    | Peter Sagan      | Bora         | 316   |
| 2    | Caleb Ewan       | Lotto        | 248   |
| 3    | Elia Viviani     | Deceuninck   | 224   |
| 4    | Sonny Colbrelli  | Bahrain-Mer. | 209   |
| 5    | Michael Matthews | Sunweb       | 201   |

### Classifica scalatori - Maglia a pois
| Pos. | Corridore       | Squadra      | Punti |
| ---- | --------------- | ------------ | ----- |
| 1    | Romain Bardet   | AG2R         | 86    |
| 2    | Egan Bernal     | Ineos        | 78    |
| 3    | Tim Wellens     | Lotto        | 75    |
| 4    | Damiano Caruso  | Bahrain-Mer. | 67    |
| 5    | Vincenzo Nibali | Bahrain-Mer. | 59    |

### Classifica giovani - Maglia bianca
| Pos. | Corridore         | Squadra    | Tempo       |
| ---- | ----------------- | ---------- | ----------- |
| 1    | Egan Bernal       | Ineos      | 82h57'00"   |
| 2    | David Gaudu       | Groupama   | a 23'58"    |
| 3    | Enric Mas         | Deceuninck | a 58'20"    |
| 4    | Laurens De Plus   | Jumbo      | a 1h'02'44" |
| 5    | Gregor Mühlberger | Bora       | a 1h04'40"  |

### Classifica a squadre
| Pos. | Squadra            | Tempo      |
| ---- | ------------------ | ---------- |
| 1    | Movistar Team      | 248h58'15" |
| 2    | Trek-Segafredo     | a 47'54"   |
| 3    | Team Ineos         | a 57'52"   |
| 4    | EF Education First | a 1h25'57" |
| 5    | Bora-Hansgrohe     | a 1h29'30" |